# 中村政雄 (ジャーナリスト)
中村 政雄（なかむら まさお、1933年 - ）は、日本の科学ジャーナリスト。元読売新聞社論説委員。

## 経歴
山口県生まれ。九州工業大学工学部卒業。読売新聞社入社、東京本社社会部、科学部記者、解説部次長、論説委員を歴任。原子力、環境、宇宙開発、科学技術全般を担当、国内外の取材経験多数。電力中央研究所名誉研究顧問、元東京工業大学大学院非常勤講師。
1991年3月、日本原子力文化振興財団原子力PA方策委員会委員長として、科学技術庁の委託による報告書『原子力PA方策の考え方』をとりまとめた。
2004年刊の『原子力と報道』で第25回エネルギーフォーラム賞特別賞受賞。

## 著作
- 『気象資源』講談社ブルーバックス, 1976年
- 『ビジネスマンのための気楽な気象経済学』PHP研究所, 1982年12月
- 『文科人間のための10歳からの科学』読売新聞社, 1983年7月
- 『ハロー昴くん!』フレーベル館, 1985年6月
- 『コロンブスの卵』講談社ブルーバックス, 1987年8月
- V.グーバレフ（Gubarev,Vladimir）ほか著『誰も知らなかったソ連の原子力』電力新報社, 1990年4月
- 『エネルギーニュースから経済の流れが一目でわかる』中村政雄. -- 青春出版社プレイブックス, 2001年1月
- 21世紀のエネルギー問題を考える会編『図解電力自由化をめぐるQ&A どうなる?日本のエネルギー 』日本リーダーズ協会, 2001年11月  監修
- 『原子力と報道』中央公論新社,中公新書ラクレ 2004年11月
- 『異見偏見』日本電気協会新聞部,電気新聞ブックス 2005年3月
- 『原子力と環境』中央公論新社, 中公新書ラクレ2006年3月
- 日本経済新聞論説委員 堤佳辰、朝日新聞編集委員 長沢光男との＜座談会＞「事故後のソ連を訪ねて」、『原子力文化』VOL.17 No.11、1986年11月1日
- 「対談 チェルノブイル事故はどのような影響をもたらしたのか」　重松逸造と　『原子力文化』VOL.22 No.7、1991年7月1日

## 原子力についての見解
NHKで解説委員を務めた長岡昌、朝日新聞の科学部長だった尾崎正直と共にNPO「原子力報道を考える会」を結成。原子力発電推進論者。
中村は原子力発電に対して以下の意見を述べている。
- 放射線の利用についての理解は、比重が低くてもよい。放射線については有害か、無害かを教えることである。どんなに微量でも健康に有害だという誤解を解かなくてはならない[3]。
- 放射線は日常的に利用されているので、多くの利用例を知ってもらうことも大切だが、放射線はほんの少しでは害にならないこと、むしろ有益である可能性があることを知ってもらうことも大切である。これからは有害かどうかの意識が変わることが大切である[3]。
- 新聞やテレビは原子力について正確で公平な情報を伝えるべきである。私が主宰している「原子力報道を考える会」ではマスコミの報道のあり方を指摘してきたが、最近は以前ほどの間違った報道がなされなくなったのはよいことである。間違った報道には当事者はどんどん指摘をし、抗議をすべきである[4]。